# Aussichtsturm Uetliberg
Der Aussichtsturm Uetliberg (etwa 870 m ü. M.) ist ein 72 Meter hoher Stahlfachwerkturm auf dem Uetliberg, dem Hausberg von Zürich. Geographisch gehört der auf dem Berggipfel gelegene Turm zur Gemeinde Stallikon. Der weithin sichtbare Turm ist Wahrzeichen des Zürcher Hausberges und ist einer der höchsten öffentlich zugänglichen Aussichtstürme der Schweiz.

## Neubau

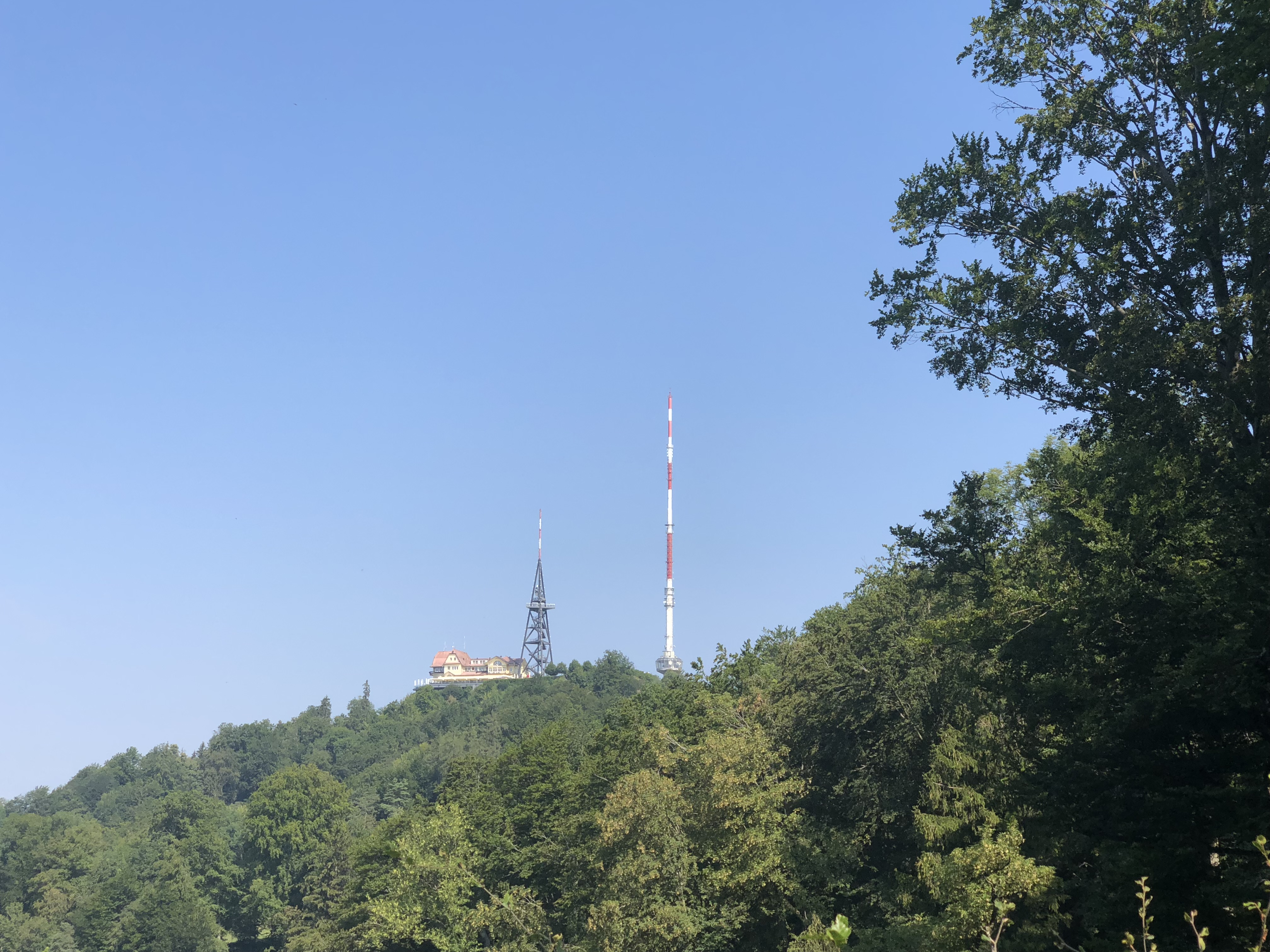
Aussichtsturm (links) und Fernsehturm (rechts)

Der jetzige Aussichtsturm wurde 1990 als Stahlfachwerkkonstruktion errichtet und ersetzte den Vorgängerbau von 1894. Der Turm verfügt mit seiner dreieckigen Grundfläche über eine ungewöhnliche Bauweise und besitzt in 30 Metern Höhe eine offene Aussichtsplattform, die man über 178 Treppenstufen erklimmt, die eine Rundsicht auf Zürich und Umgebung sowie die Alpen gewährt. Er dient zudem auch als Mobilfunkturm.
Aufgrund seiner Lage in dem beliebten Naherholungsgebiet Uetliberg und als „Anbau“ des Hotels „Uto Kulm“ sowie auch wegen der attraktiven Rundsicht wird der Aussichtsturm stark besucht. In etwa 200 Meter Entfernung steht der 186,7 Meter hohe Fernsehturm Uetliberg, mit dem er ein „ungleiches Paar“ bildet.
Der Aussichtsturm war bis Ende Juni 2015 das ganze Jahr hindurch kostenlos öffentlich zugänglich. Ab dem 1. Juli 2015 kostete der Zutritt zwei Franken. Im Juni 2019 wurde der Preis auf fünf Franken erhöht, diese Erhöhung wurde im Herbst 2020 aber wieder rückgängig gemacht.

## Vorgängerbau
Der erste Aussichtsturm wurde 1894 im Auftrag von Emil Wuhrmann errichtet. Der Ingenieur Wenzel aus Freiburg im Breisgau zeichnete die Pläne. Die Konstruktion stammte von der Eisenbaufirma Bosshard & Co. in Näfels, wobei die Bauarbeiten von den Ingenieuren Rudolf Wartmann und Karl Löhle geleitet wurden. Der „eiserne Aussichtsturm“ war 30 Meter hoch; die Aussichtsplattform war über eine Treppenanlage mit 167 Stufen erreichbar.
Formmässig lehnte der erste Aussichtsturm sich an den Pariser Eiffelturm an, dessen Spitze er nachbildete. Die NZZ kommentierte dies am 20. Juli 1894 in einem Zeitungsartikel: „Die flotte Eisenkonstruktion präsentiert sich dem Auge gar nicht unangenehm, man erkennt die vereinfachten Formen des Eiffelturmes“.
Der Vorgängerturm war bis 1986 unter Denkmalschutz gestellt und wurde dann abgerissen.